# Province de Punata
La province de Punata est une des 16 provinces du département de Cochabamba, en Bolivie. Son chef-lieu est la ville de Punata.